# Vore danske favoriter
Vore danske favoriter utkom år 2000 och är ett dubbelalbum av det svenska dansbandet Vikingarna. Albumet innehåller, som titeln antyder danska favoriter och där Vikingarna sjunger några låtar på danska.

## Låtlista
1. Lördag afton (på dansk) (S.Möller-M.Winald-J.de Mylius)
2. Min bästa tid (Lasse Holm-Gert Lengstrand)
3. Min barndomstid (Roland Cedermark)
4. Till mitt eget Blue Hawaii (Rose-Marie Stråhle)
5. Önsk dig en ting (Ny sång på dansk) (Lasse Holm-Gert Lengstrand-Jörgen de Mylius)
6. Grindpojken (Stephan Möller-Mia Winald)
7. Mona-Lisa (J.Levingstone-R.Ewans-Wendt-Lundh)
8. Kom till mej (Thore Skogman-Thorsten Lundin)
9. Ett litet rosa band (Rose-Marie Stråhle)
10. Kan man älska nå'n på avstånd (Tommy Andersson-Karin Hemmingsson)
11. Skogstjärnan (Hans Backström-Peter Bergqvist)
12. Ikväll (Wendt-Lundh)
13. Sjömannen och stjärnan (Bror Karlsson-Gösta Valdemar)
14. Leende guldbruna ögon (Trad.arr: L.O. Carlsson-O.Bergman)
15. Liljor (G.Stacey-E.Bigger-L.Certain-C.Johansson)
16. Vindar från nordväst (Jens Brygmann-Lotte Svendsen-Ilo)
17. Samma tid, samma plats (Peter Grundström
18. Jeg vil give dig en rose (på dansk) (M.Klaman-K.Almgren-J.de Mylius)
19. Höga berg, djupa hav (P.Sahlin)
20. Låt vindarna bära (Rose-Marie Stråhle)
21. Sommardansen går (Tommy Gunnarsson-Elisabeth Lord)
22. Ett brev betyder så mycket (Thore Skogman)
23. För dina blåa ögon skull (J.Thunqvist-K.Svenling)
24. Nummer ett (Peter Grundström-Camilla Andersson)
25. Sångerna får vingar (J.Thunqvist-K.Svenling)
26. Rumba i balders hage (J.P.Olrog)
27. Jag vill ha dej mer (Lasse Westmann)
28. Manden på baenken (på dansk) (M.Klaman-K.Almgren-J.de Mylius)
29. Om du vågar och vill (T.Lendager-J.de Mylius-I.Forsman)
30. Spinnrocken (B.Hill-Fritz-Gustaf)
31. Du försvann som en vind (Rose-Marie Stråhle)
32. Tre röda rosor (Torben Lendager-John Hatting-Ilo)